# Horsens Posten
Horsens Posten er et distriktsblad under Horsens Folkeblad. Det udkommer hver onsdag i et oplag på 67.000 (2009).

## Ekstern henvisning
- Horsens Postens hjemmeside

| Anime eller manga | Spire Denne artikel om medie og kommunikation er en spire som bør udbygges. Du er velkommen til at hjælpe Wikipedia ved at udvide den. |